# ガルティーモア
ガルティーモア（欧字名: Galtee More、1894年 - 1917年）は、アイルランドで生産されたイギリスの競走馬・種牡馬。
1897年に2000ギニーステークス・ダービーステークス・セントレジャーステークスを勝ち、史上7頭目の英国クラシック三冠馬となった。

## 出自
ガルティーモアは馬主のジョン・ガビンズによって彼が保有するリムリック県ブルリーのノッカニースタッドで生産された鹿毛のサラブレッドで、大柄で「ほとんど完全無欠の出来栄え」と評価されていた。父のケンダルは2歳時の1885年にジュライステークスを勝利したが、故障のため引退した。その後種牡馬としてイギリスとアルゼンチンで成功し、ガルティーモアの活躍によって1897年のイギリスのリーディングサイアーとなった。母のモルガネットは競走馬としてはほとんど好成績を残せなかったが優れた繁殖牝馬となり、本馬の後にダービーステークスを制したアードパトリックを出した。リムリック県とティペラリー県の境にあるガルティーモア山 (Galtymore) にちなんで馬名がつけられた。
ガルティーモアはイギリスに送られ、ウィルトシャー・ベックハンプトンに厩舎を構えるサム・ダーリン調教師の管理馬となった。三冠競走では、1887年の首位騎手であるチャールズ・ウッドが騎乗した。ウッドは物議を醸した人物であり、ガルティーモアに騎乗する前には9年間の追放処分を受けていた。1897年に成功した後、「ダービーに勝つために何が必要か」と問われたウッドは「鞍、手綱、そして良い馬」と答えた。

## 競走成績

### 2歳時(1896年)
ガルティーモアは、7月にストックブリッジ競馬場のハーストボーンステークスでデビューし、1番人気のミンストレルを破って勝利した。次のレースは2歳シーズンの唯一の敗戦で、エイントリー競馬場のランカシャーブリーダーズステークスで2ポンド軽い斤量のブリッグに短頭差で敗れ、8ポンド軽い斤量のグレンカリーとの2着同着となった。7月はさらにグッドウッド競馬場でモールコームステークスに出走して勝利し、短い休養を挟んで9月10日にドンカスター競馬場のロウスプレートに出走した。ロウスプレートでは12ポンド軽い斤量のピーコックに1馬身半差で勝利し、その見栄えとパフォーマンスにより観衆に感銘を与えた。
ガルティーモアはその後ニューマーケット競馬場に移動し、最も重要な2歳戦であるミドルパークプレート（6ハロン）において第5代ローズベリー伯爵の所有する無敗の牡馬であるヴェラスケスと対戦した。この2頭は翌年のクラシックにおける有力候補とされており、他に3頭の出走馬があるにもかかわらず、レースは仮想的なマッチレースと見なされ、ヴェラスケスは単勝1.2倍、ガルティーモアが6倍となった。モーニントン・キャノンが騎乗したガルティーモアはスタートから逃げ、ヴェラスケスを6馬身差で破った。ガルティーモアはその走りによって観衆に感銘を与えた一方、ヴェラスケスにとっても非常に柔らかく泥だらけの馬場状態に対処できなかったという敗因もあった。2歳時は4382ポンドの賞金を獲得し、この年の終わりには、1897年のダービーステークスにおいて、ヴェラスケスとガルティーモアが単勝4倍の1番人気で並んだ。

### 3歳時(1897年)

#### 2000ギニーステークス
シーズンが始まる前に、ガビンズは購入の申し出を断り、考慮する最低額は2万ポンドであると言ったと伝わる。
5月5日の2000ギニーステークスでは、良馬場でヴェラスケスとの再戦となった。ガルティーモアは2.25倍で8頭中1番人気となり、ヴェラスケスは2.5倍となった。アークルとリースオアが速いペースで逃げたため、序盤は先頭集団を追走した。ヴェラスケスは残り2ハロン地点では勝勢に見えたが、ガルティーモアは「じっと立っているかのように」ヴェラスケスを追い越して加速し、4馬身差で勝利した。レース後、今度は「モンタナの銅王」と呼ばれたマーカス・デイリーから12万5000ドルで購買の申し出があったが、ガビンズはこれも断った。
5月19日にニューマーケットステークスに出走し、2馬身差で勝利した。『The Sportsman』によると、ガルティーモアは2完歩で形勢を決定づけ、レースとは言い難い「信じられないほどの容易さ」で勝利した。

#### ダービーステークス
ダービーステークスは6月2日に開催され、晴天の中大観衆を迎えて行われた。ガルティーモアは事実上無敵と見なされ、レース史上2番目に低い単勝1.25倍の支持を受けた。ヴェラスケスは11倍の2番人気で、他の8頭は26倍以上だった。ウッドへのガビンズの指示は「コーナーを恐れず、できるだけ早く行ってもらいたい」というシンプルなものだった。プライムミニスターとアルバート・エドワード皇太子の所有馬であるオークデンの2頭が先頭を引っ張り、ウッドはガルティーモアを好位に付けさせた。直線前半でガルティーモアとヴェラスケスがオークデンを追い越すとマッチレースの様相を呈した。ヴェラスケスは「勇敢に」走ったが、明確な差を付けたガルティーモアは「キャンターで」 2馬身差で勝ち、3着のヒストリーにはさらに8馬身差を付けた。レース終了後、ガルティーモアは熱狂的な観客に囲まれたが、尻尾から毛が抜かれても、落ち着いて反応していた。アイルランドでは、本馬の勝利が熱狂的な祝賀ムードを引き起こし、「サクソン人の屈辱」を記念して、馬名の由来となったガルティーモア山の頂上で焚き火が焚かれた。
その後、ガルティーモアはロイヤルアスコット開催のプリンスオブウェールズステークスに出走し、16ポンド軽い斤量で単勝34倍で出走した3頭を相手に「最も一般的なキャンター」で勝利した。続けてサンダウン競馬場のサンドリンガムゴールドカップで唯一の対戦相手であるコルテガーを破り、1180ポンドの賞金を獲得した。一方、この時期には、エクリプスステークスでヴェラスケスに楽勝した4歳馬のパーシモンとの対戦機会がほとんどなかったことに対する失望が表明された。

#### セントレジャーステークス
9月8日のセントレジャーステークスで、ガルティーモアはクラシック三冠に挑戦した。 4頭の馬だけが対戦相手となり、ガルティーモアは単勝1.1倍でレースを迎えた。前半のペースは遅く、ウッドは最初は本馬を先行させていたが、直線手前で先頭に出た。しかしこれによって苦戦を強いられ、終盤には1000ギニーステークスの勝ち馬である牝馬のチェランドリーの追撃を受けた。最終的に、チェランドリーに半馬身差、それに続いたセントクラウドとシルヴァーフォックスにクビ・アタマ差を付けて勝利し、三冠を達成した。一部の批評家は、前半のスローペースによってガルティーモアがベストの走りをすることができなかったとした。
セントレジャーステークスの後、リングフィールドパーク競馬場は、10月2日にガルティーモアとパーシモンの間で3700ポンドを賭けた1マイルのマッチレースを行うことを提案した。しかし招待は受け入れられず、パーシモンはその後出走することなく引退した。
ケンブリッジシャーハンデキャップでは130ポンドのハンデキャップを与えられた。これは3歳馬に与えられた史上最高のハンデキャップであり、7歳のクロレイン（136ポンド）と5歳のウィンクフィールズプライド（132ポンド）に続いてこのレースで3番目に重いハンデキャップとなった。ガルティーモアはサンダウンパークフォールステークスで走ることで、ケンブリッジシャーハンデキャップに備えた。彼は1.08倍のオッズでスタートし、「怠惰な」走り方をしたにもかかわらず、コルテガーと他の5頭に3馬身差をつけ「十分に余裕を持って」勝利した。
ケンブリッジシャーハンデキャップではクロレインとウィンクフィールズプライドが出走せず、ガルティーモアが20頭中最大斤量となった。セントレジャーで僅差の3着だったセントクラウドが32ポンド軽い斤量であるにもかかわらず、ガルティーモアは5.5倍の1番人気となった。残り2ハロン地点までペースに乗っていたが終盤で失速し、34ポンド軽い斤量のコンフリーの10着に終わった。
10月にガルティーモアがハンガリー政府に売却されたという報告が広まったが、これらは不正確であることが判明した。翌年の初め、ガビンズはガルティーモアをロシア政府に2万5000ポンドで売却し、ガルティーモアはロシアに輸出された。伝えられるところによると、ロシアの代表であるアラポフ将軍の予測不可能な行動のために、交渉は困難だったとされる。
ガルティーモアはこの年2万2637ポンドを獲得し、パーシモンに約1万ポンド差を付けて年間最高賞金獲得馬となった。

## 種牡馬成績
ガルティーモアはロシア帝国、ハンガリー王国、ポーランドにおける重要なレースの勝ち馬を多く輩出し、成功を収めた。1904年に14000ポンドでドイツ帝国政府に売却され、ザクセン王国グラーディッツのグラーディッツ牧場に移動した。ドイツでも成功を続け、1910年のリーディングサイアーとなった。
1917年1月30日、ブランデンブルク州ホッペガルテンのユニオン牧場 (Union-Gestüt) へ移動するため列車への積み込み作業を行っていた際、後ろ足を滑らせて負傷した。一旦牧場に戻されたが、獣医の診察で脚の上部に治療不可能な骨折を負っていたことが明らかになり、この日のうちに23歳で安楽死措置となった。

## 血統
| Galtee Moreの血統                  | Galtee Moreの血統                           | Galtee Moreの血統                           | （血統表の出典）                            | （血統表の出典） |
| 父系                               | エクリプス系                                | エクリプス系                                | エクリプス系                                | [ § 2 ]          |
| 父 Kendal イギリス 栗毛 1883       | 父の父Bend Or イギリス 栗毛 1877            | Doncaster                                   | Stockwell                                   | Stockwell        |
| 父 Kendal イギリス 栗毛 1883       | 父の父Bend Or イギリス 栗毛 1877            | Doncaster                                   | Marigold                                    |                  |
| 父 Kendal イギリス 栗毛 1883       | 父の父Bend Or イギリス 栗毛 1877            | Rouge Rose                                  | Thormanby                                   | Thormanby        |
| 父 Kendal イギリス 栗毛 1883       | 父の父Bend Or イギリス 栗毛 1877            | Rouge Rose                                  | Ellen Horne                                 |                  |
| 父 Kendal イギリス 栗毛 1883       | 父の母Windermere イギリス 栗毛 1870         | Macaroni                                    | Sweetmeat                                   | Sweetmeat        |
| 父 Kendal イギリス 栗毛 1883       | 父の母Windermere イギリス 栗毛 1870         | Macaroni                                    | Jocose                                      |                  |
| 父 Kendal イギリス 栗毛 1883       | 父の母Windermere イギリス 栗毛 1870         | Miss Agnes                                  | Birdcatcher                                 | Birdcatcher      |
| 父 Kendal イギリス 栗毛 1883       | 父の母Windermere イギリス 栗毛 1870         | Miss Agnes                                  | Agnes                                       |                  |
| 母 Morganette イギリス 黒鹿毛 1884 | 母の父Springfield イギリス 鹿毛 1873        | St. Albans                                  | Stockwell                                   | Stockwell        |
| 母 Morganette イギリス 黒鹿毛 1884 | 母の父Springfield イギリス 鹿毛 1873        | St. Albans                                  | Bribery                                     |                  |
| 母 Morganette イギリス 黒鹿毛 1884 | 母の父Springfield イギリス 鹿毛 1873        | Viridis                                     | Marsyas                                     | Marsyas          |
| 母 Morganette イギリス 黒鹿毛 1884 | 母の父Springfield イギリス 鹿毛 1873        | Viridis                                     | Maid of Palmyra                             |                  |
| 母 Morganette イギリス 黒鹿毛 1884 | 母の母Lady Morgan イギリス 栗毛 1865        | Thormanby                                   | Windhound                                   | Windhound        |
| 母 Morganette イギリス 黒鹿毛 1884 | 母の母Lady Morgan イギリス 栗毛 1865        | Thormanby                                   | Alice Hawthorn                              |                  |
| 母 Morganette イギリス 黒鹿毛 1884 | 母の母Lady Morgan イギリス 栗毛 1865        | Morgan La Faye                              | Cowl                                        | Cowl             |
| 母 Morganette イギリス 黒鹿毛 1884 | 母の母Lady Morgan イギリス 栗毛 1865        | Morgan La Faye                              | Miami                                       |                  |
| 母系(F-No.)                        | 5号族(FN:5-j)                               | 5号族(FN:5-j)                               | 5号族(FN:5-j)                               | [ § 3 ]          |
| 5代内の近親交配                    | Thormanby 3×4, Stockwell 4×4、Pantaloon 5×5 | Thormanby 3×4, Stockwell 4×4、Pantaloon 5×5 | Thormanby 3×4, Stockwell 4×4、Pantaloon 5×5 | [ § 4 ]          |
| 出典                               | 1. 2. 3. 4.                                 | 1. 2. 3. 4.                                 | 1. 2. 3. 4.                                 | 1. 2. 3. 4.      |